# باز کردن دهانه غار

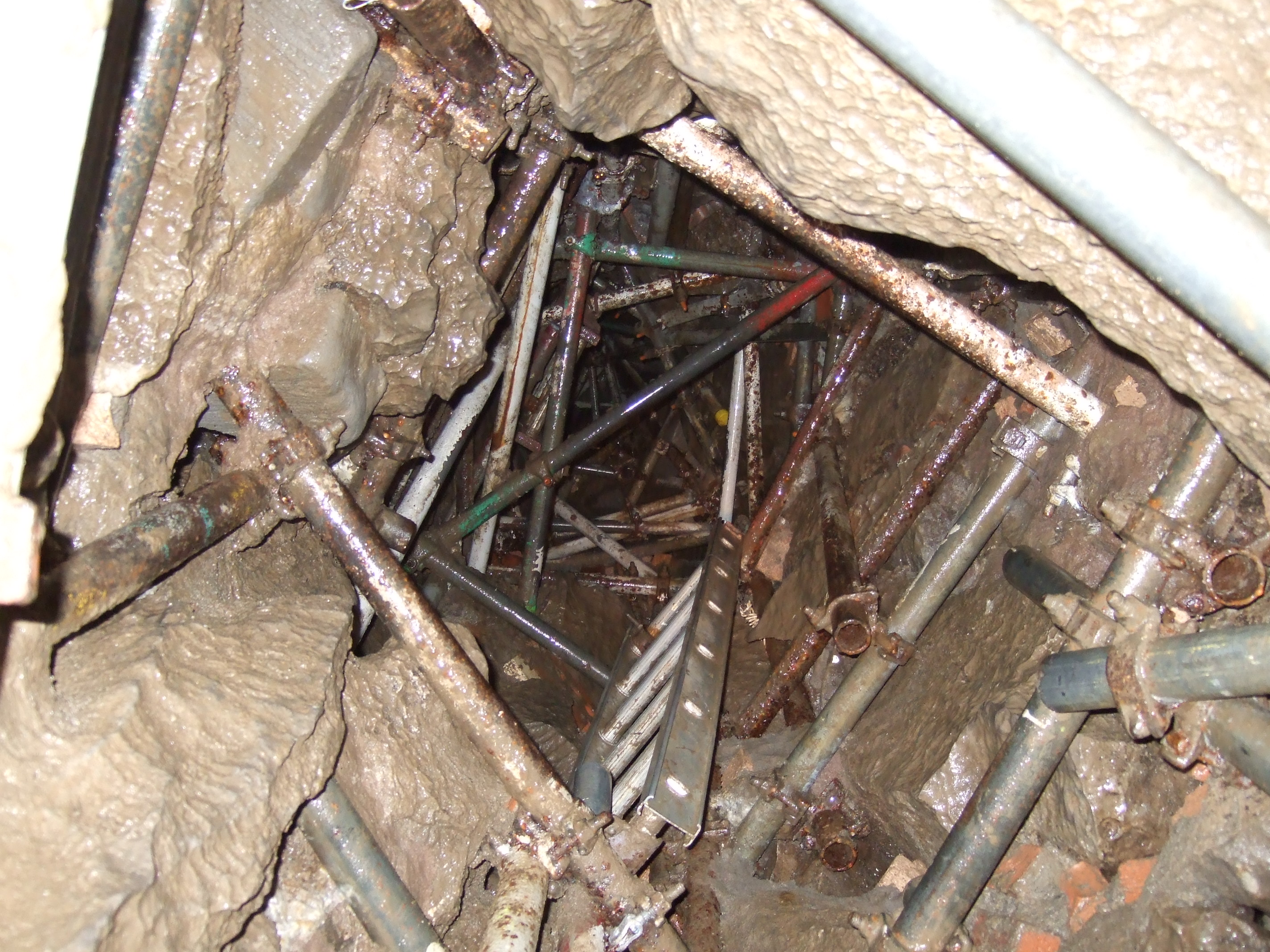
جستجوی محور ورودی کمیته پات به غار Notts II در Leck Fell که پس از دسترسی غواصان به یک سیستم زیر غار گسترده

باز کردن دهانه غار یا باز کردن غار (به انگلیسی: Cave digging)، به باز کردن و بزرگ کردن دهانه‌های کشف‌نشده غار برای اجازه دسترسی است. باز کردن غار معمولاً به دنبال جستجوی کوه‌ها و دره‌ها در توپوگرافی کارست برای یافتن غارهای جدید است. غالباً در مکان‌هایی در زیر زمین اتفاق می‌افتد که مشخصاً یک گذرگاه بزرگ با گل‌ولای پر شده‌است یا با تخته‌سنگ پنهان شده‌است. گاهی می‌توان از اسکنه یا مواد منفجره برای گشاد کردن گذرگاه استفاده کرد که فضاها در طرف دیگر غار مشخص است.
- نیاز به یادآوری است که عبارت «بازگشایی غار»[۱] کاربرد دیگری برای غارها است که به استفاده دوباره از یک غار برای بازدید همگانی اشاره دارد.